# Coulonges-Cohan
Pour les articles homonymes, voir Coulonges.
Coulonges-Cohan est une commune française située dans le département de l'Aisne en région Hauts-de-France.

### Communes limitrophes

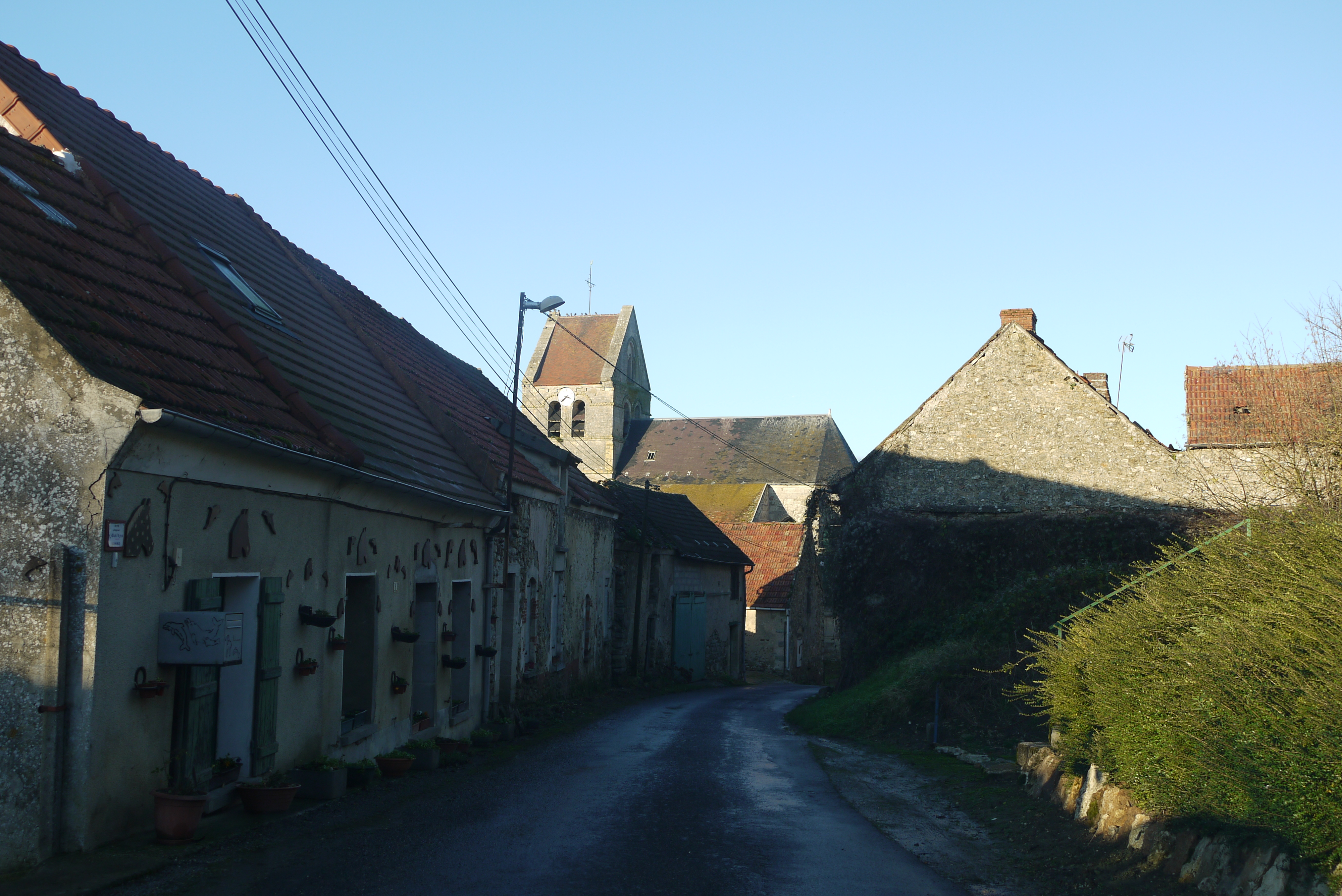
La rue principale.

## Géographie

### Hameaux, lieux-dits et écarts
- Cohan, Chamery au sud-ouest, Villome, Party.

### Hydrographie

#### Réseau hydrographique
La commune est située dans le bassin Seine-Normandie. Elle est drainée par l'Orillon, le ru du Pont Brule, la Tieulette, la Vallée de Bois, le cours d'eau 01 de Pature Madame, le cours d'eau 01 des Villers, le cours d'eau 01 du Bas le ruisseau, le fossé 01 de la Grande Pièce, le fossé 01 de la Hayette, le fossé 01 de la Tête Mouillée, le ru le Petit, le ruisseau du Bois Plante, le ruisseau du Breton divers bras de l'Orillon et un autre petit cours d'eau,.
L'Orillon, d'une longueur de 16 km, prend sa source dans la commune  et se jette  dans l'Ardre à Saint-Gilles, après avoir traversé cinq communes.

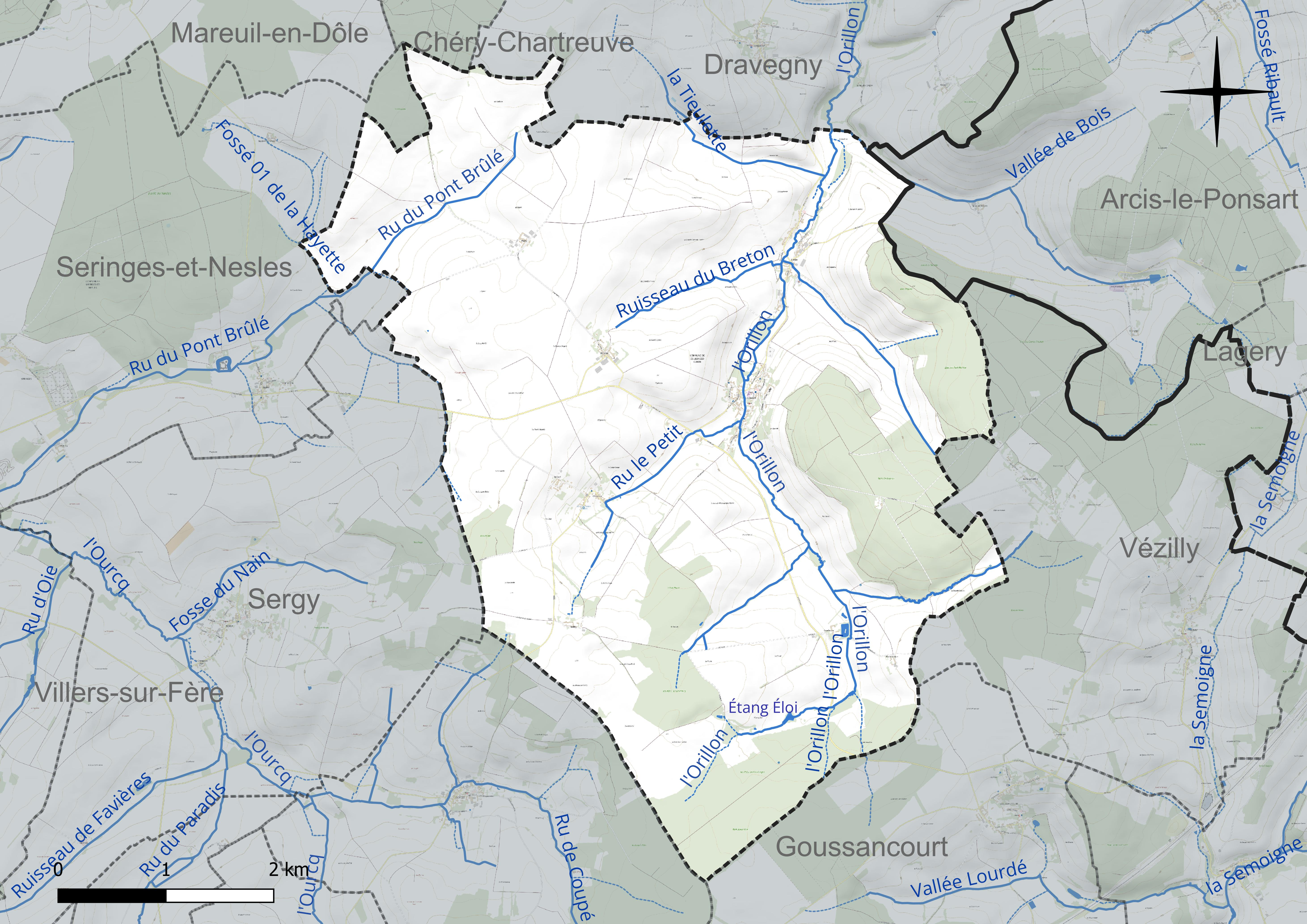
Réseau hydrographique de Coulonges-Cohan.

Un plan d'eau complète le réseau hydrographique : l'étang éloi (0,4 ha),.

#### Gestion et qualité des eaux
Le territoire communal est couvert par le schéma d'aménagement et de gestion des eaux (SAGE) « Aisne Vesle Suippe ». Ce document de planification, dont le territoire s'étend sur 3 096 km2 répartis sur trois départements (Aisne, Marne et Ardennes) et deux régions (Champagne-Ardenne et Picardie), a été approuvé le 16 décembre 2013. La structure porteuse de l'élaboration et de la mise en œuvre est le Syndicat d'aménagement des bassins Aisne Vesle Suippe (SIABAVES).
La qualité des cours d'eau peut être consultée sur un site dédié géré par les agences de l'eau et l'Agence française pour la biodiversité.

### Climat
Pour des articles plus généraux, voir Climat des Hauts-de-France et Climat de l'Aisne.
En 2010, le climat de la commune est de type climat océanique dégradé des plaines du Centre et du Nord, selon une étude du Centre national de la recherche scientifique s'appuyant sur une série de données couvrant la période 1971-2000. En 2020, Météo-France publie une typologie des climats de la France métropolitaine dans laquelle la commune est exposée à un climat océanique altéré et est dans la région climatique Nord-est du bassin Parisien, caractérisée par un ensoleillement médiocre, une pluviométrie moyenne régulièrement répartie au cours de l'année et un hiver froid (3 °C).
Pour la période 1971-2000, la température annuelle moyenne est de 10,4 °C, avec une amplitude thermique annuelle de 15,5 °C. Le cumul annuel moyen de précipitations est de 769 mm, avec 12,1 jours de précipitations en janvier et 8,5 jours en juillet. Pour la période 1991-2020, la température moyenne annuelle observée sur la station météorologique de Météo-France la plus proche, « Chambrecy-Civc », sur la commune de Chambrecy à 14 km à vol d'oiseau, est de 10,7 °C et le cumul annuel moyen de précipitations est de 734,0 mm,. Pour l'avenir, les paramètres climatiques de la commune estimés pour 2050 selon différents scénarios d'émission de gaz à effet de serre sont consultables sur un site dédié publié par Météo-France en novembre 2022.

## Urbanisme

### Typologie
Au 1er janvier 2024, Coulonges-Cohan est catégorisée commune rurale à habitat dispersé, selon la nouvelle grille communale de densité à 7 niveaux définie par l'Insee en 2022.
Elle est située hors unité urbaine. Par ailleurs la commune fait partie de l'aire d'attraction de Reims, dont elle est une commune de la couronne,. Cette aire, qui regroupe 294 communes, est catégorisée dans les aires de 200 000 à moins de 700 000 habitants,.

### Occupation des sols
L'occupation des sols de la commune, telle qu'elle ressort de la base de données européenne d'occupation biophysique des sols Corine Land Cover (CLC), est marquée par l'importance des territoires agricoles (78,9 % en 2018), une proportion identique à celle de 1990 (78,9 %). La répartition détaillée en 2018 est la suivante : 
terres arables (72,5 %), forêts (20,2 %), prairies (3,7 %), zones agricoles hétérogènes (2,7 %), zones urbanisées (0,9 %).
L'évolution de l'occupation des sols de la commune et de ses infrastructures peut être observée sur les différentes représentations cartographiques du territoire : la carte de Cassini (XVIIIe siècle), la carte d'état-major (1820-1866) et les cartes ou photos aériennes de l'IGN pour la période actuelle (1950 à aujourd'hui).

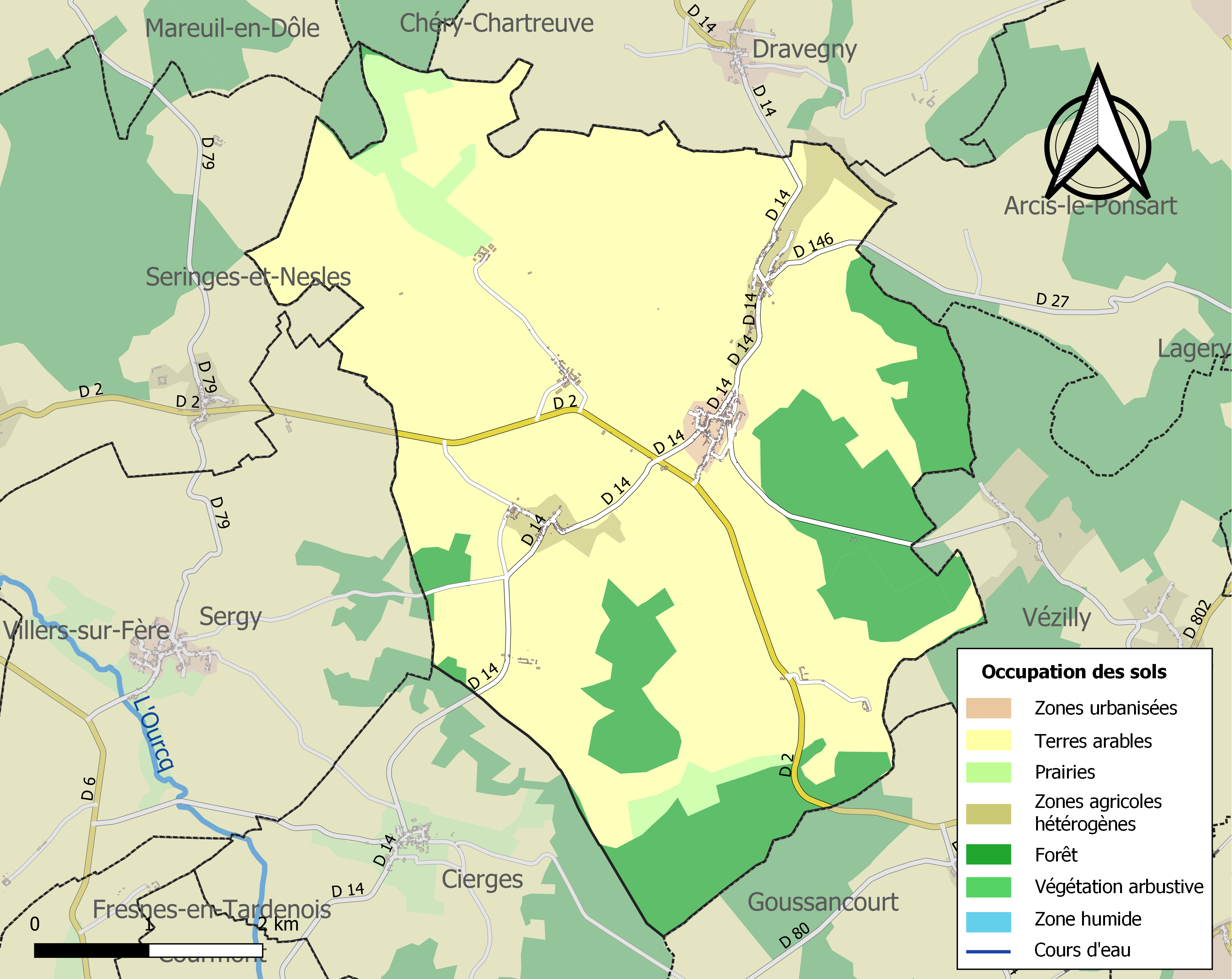
Carte des infrastructures et de l'occupation des sols de la commune en 2018 (CLC).

## Toponymie
Coulonges est attesté sous les formes Colungie (1153) ; Colunges (1219) ; Colonge (1219) ; Colonges (1234) ; Colunge (1239) ; Coulongez (1264) ; Coulongie (1315) ; Coulonges-en-Tardenois (1359) ; Coullonges (1405) ; Coulonge (1514) ; Coullonge (1660).

Du bas latin colonica « ferme confiée à un colonus, un fermier perpétuel et héréditaire, attaché au sol, mais homme libre » ; le -s est adventice.

Des colonicæ sont apparues dès le VIIIe siècle.
Cohan est attesté sous les formes Corhaon (XIIe siècle) ; grangia de Cohaum (1174) ; Cohaom (1203) ; Couhaun (1214) ; Terra de Couhaon (1224) ; Terra de Cohaon (1264) ; Terra de Couhan ; Ville de Coulham (1384) ; Chouhan (1395) ; Couham (1475).

Ce toponyme provient de l'agglutination du bas latin cortem et du nom de personne francique hago qui signifie : « le domaine de hago (le combattant) » .

## Histoire
En 1971, les deux communes de Coulonges-en-Tardenois et de Cohan (02203) ont fusionné pour constituer administrativement Coulonges-Cohan.

## Politique et administration

### Découpage territorial
La commune de Coulonges-Cohan est membre de la communauté d'agglomération de la Région de Château-Thierry, un établissement public de coopération intercommunale (EPCI) à fiscalité propre créé le 1er janvier 2017 dont le siège est à Étampes-sur-Marne. Ce dernier est par ailleurs membre d'autres groupements intercommunaux.
Sur le plan administratif, elle est rattachée à l'arrondissement de Château-Thierry, au département de l'Aisne et à la région Hauts-de-France. Sur le plan électoral, elle dépend du  canton de Fère-en-Tardenois pour l'élection des conseillers départementaux, depuis le redécoupage cantonal de 2014 entré en vigueur en 2015, et de la cinquième circonscription de l'Aisne  pour les élections législatives, depuis le dernier découpage électoral de 2010.

### Administration municipale

#### Liste des maires
| Période                                  | Période                       | Identité               | Étiquette | Qualité                                   |
| ---------------------------------------- | ----------------------------- | ---------------------- | --------- | ----------------------------------------- |
| Les données manquantes sont à compléter. |                               |                        |           |                                           |
| mars 2001                                | mai 2020                      | Danièle Servas-Leneveu | DVD       | Retraitée Réélu pour le mandat 2014-2020, |
| mai 2020                                 | En cours (au 12 juillet 2020) | Véronique Stragier     |           |                                           |

## Population et société

### Démographie

#### Actuelle
L'évolution du nombre d'habitants est connue à travers les recensements de la population effectués dans la commune depuis 1793. Pour les communes de moins de 10 000 habitants, une enquête de recensement portant sur toute la population est réalisée tous les cinq ans, les populations de référence des années intermédiaires étant quant à elles estimées par interpolation ou extrapolation. Pour la commune, le premier recensement exhaustif entrant dans le cadre du nouveau dispositif a été réalisé en 2007.

En 2022, la commune comptait 443 habitants, en évolution de +1,61 % par rapport à 2016 (Aisne : −1,97 %, France hors Mayotte : +2,11 %).
| 1793 | 1800 | 1806 | 1821 | 1831 | 1836 | 1841 | 1846 | 1851 |
| ---- | ---- | ---- | ---- | ---- | ---- | ---- | ---- | ---- |
| 423  | 442  | 469  | 531  | 637  | 673  | 674  | 675  | 681  |

| 1856 | 1861 | 1866 | 1872 | 1876 | 1881 | 1886 | 1891 | 1896 |
| ---- | ---- | ---- | ---- | ---- | ---- | ---- | ---- | ---- |
| 636  | 659  | 674  | 608  | 582  | 571  | 556  | 562  | 525  |

| 1901 | 1906 | 1911 | 1921 | 1926 | 1931 | 1936 | 1946 | 1954 |
| ---- | ---- | ---- | ---- | ---- | ---- | ---- | ---- | ---- |
| 529  | 533  | 561  | 473  | 499  | 456  | 463  | 469  | 460  |

| 1962 | 1968 | 1975 | 1982 | 1990 | 1999 | 2006 | 2007 | 2012 |
| ---- | ---- | ---- | ---- | ---- | ---- | ---- | ---- | ---- |
| 397  | 335  | 367  | 389  | 384  | 370  | 419  | 426  | 429  |

| 2017 | 2022 | - | - | - | - | - | - | - |
| ---- | ---- | - | - | - | - | - | - | - |
| 436  | 443  | - | - | - | - | - | - | - |

#### Avant la fusion

##### Coulonges-en-Tardenois
Avant la fusion en 1971 avec Cohan, l'évolution démographique de Coulonges-en-Tardenois était :
| 1793 | 1800 | 1806 | 1821 | 1831 | 1836 | 1841 | 1846 | 1851 |
| ---- | ---- | ---- | ---- | ---- | ---- | ---- | ---- | ---- |
| 423  | 442  | 469  | 531  | 637  | 673  | 674  | 675  | 681  |

| 1856 | 1861 | 1866 | 1872 | 1876 | 1881 | 1886 | 1891 | 1896 |
| ---- | ---- | ---- | ---- | ---- | ---- | ---- | ---- | ---- |
| 636  | 659  | 674  | 608  | 582  | 571  | 556  | 562  | 525  |

| 1901 | 1906 | 1911 | 1921 | 1926 | 1931 | 1936 | 1946 | 1954 |
| ---- | ---- | ---- | ---- | ---- | ---- | ---- | ---- | ---- |
| 529  | 533  | 561  | 473  | 499  | 456  | 463  | 469  | 460  |

| 1962 | 1968 | - | - | - | - | - | - | - |
| ---- | ---- | - | - | - | - | - | - | - |
| 397  | 335  | - | - | - | - | - | - | - |

##### Cohan
Avant la fusion en 1971 avec Coulonges-en-Tardenois, l'évolution démographique de Cohan était :
| 1793 | 1800 | 1806 | 1821 | 1831 | 1836 | 1841 | 1846 | 1851 |
| ---- | ---- | ---- | ---- | ---- | ---- | ---- | ---- | ---- |
| 253  | 259  | 238  | 251  | 238  | 226  | 225  | 189  | 204  |

| 1856 | 1861 | 1866 | 1872 | 1876 | 1881 | 1886 | 1891 | 1896 |
| ---- | ---- | ---- | ---- | ---- | ---- | ---- | ---- | ---- |
| 185  | 186  | 180  | 177  | 163  | 161  | 147  | 147  | 131  |

| 1901 | 1906 | 1911 | 1921 | 1926 | 1931 | 1936 | 1946 | 1954 |
| ---- | ---- | ---- | ---- | ---- | ---- | ---- | ---- | ---- |
| 121  | 131  | 106  | 113  | 111  | 109  | 103  | 119  | 92   |

| 1962 | 1968 | - | - | - | - | - | - | - |
| ---- | ---- | - | - | - | - | - | - | - |
| 83   | 88   | - | - | - | - | - | - | - |

## Culture locale et patrimoine

### Lieux et monuments

#### Monument à Quentin Roosevelt

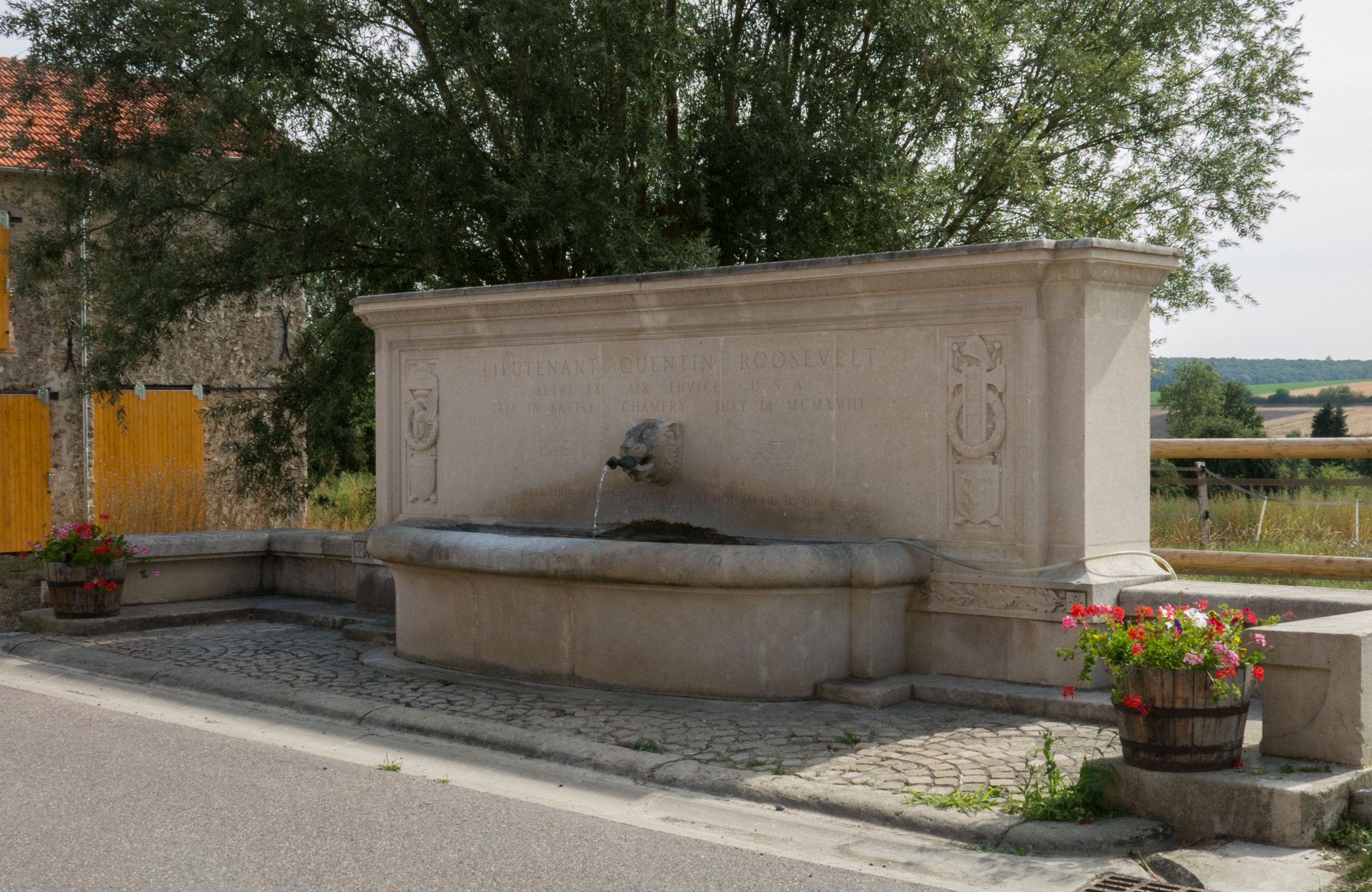
Fontaine-monument à Quentin Roosevelt.

- Monument à Quentin Roosevelt au hameau de Chamery :
monument commémoratif du lieutenant Quentin Roosevelt, tué en combat aérien le 14 juillet 1918, fils de l'ancien président Theodore Roosevelt. 
Celui-ci, sur son lit de mort, exprima le désir que la valeur du prix Nobel, reçu en 1906, serve à l'érection d'un monument à la mémoire de son fils. Le sculpteur Paul Philippe Cret fut choisi par Edith Roosevelt qui souhaita que le monument fut aussi d'utilité publique. L'ancien abreuvoir fut alors transformé en fontaine publique où une inscription et des cartouches allégoriques évoquent Quentin Roosevelt.

#### ÉgliseSaint-Rufin-et-Saint-Valèrede Coulonges[41]
- Église Saint-Jean-Baptiste de Cohan[42].

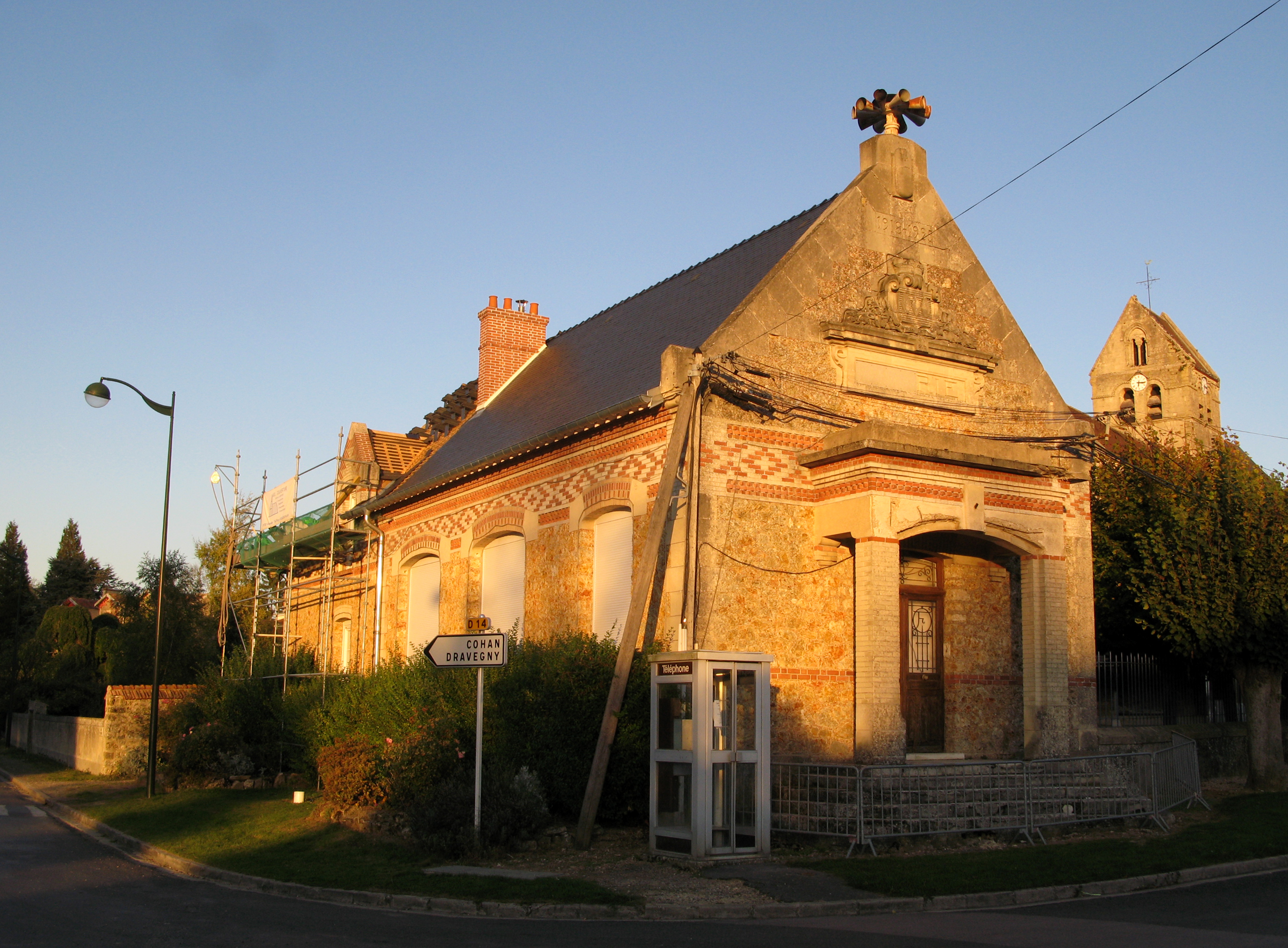
La mairie de Coulonges (dont la toiture est en réfection en octobre 2009) est caractérisée principalement par son pignon surmonté d'une sirène et dans lequel se trouve l'entrée protégée par un porche.

#### Autres monuments

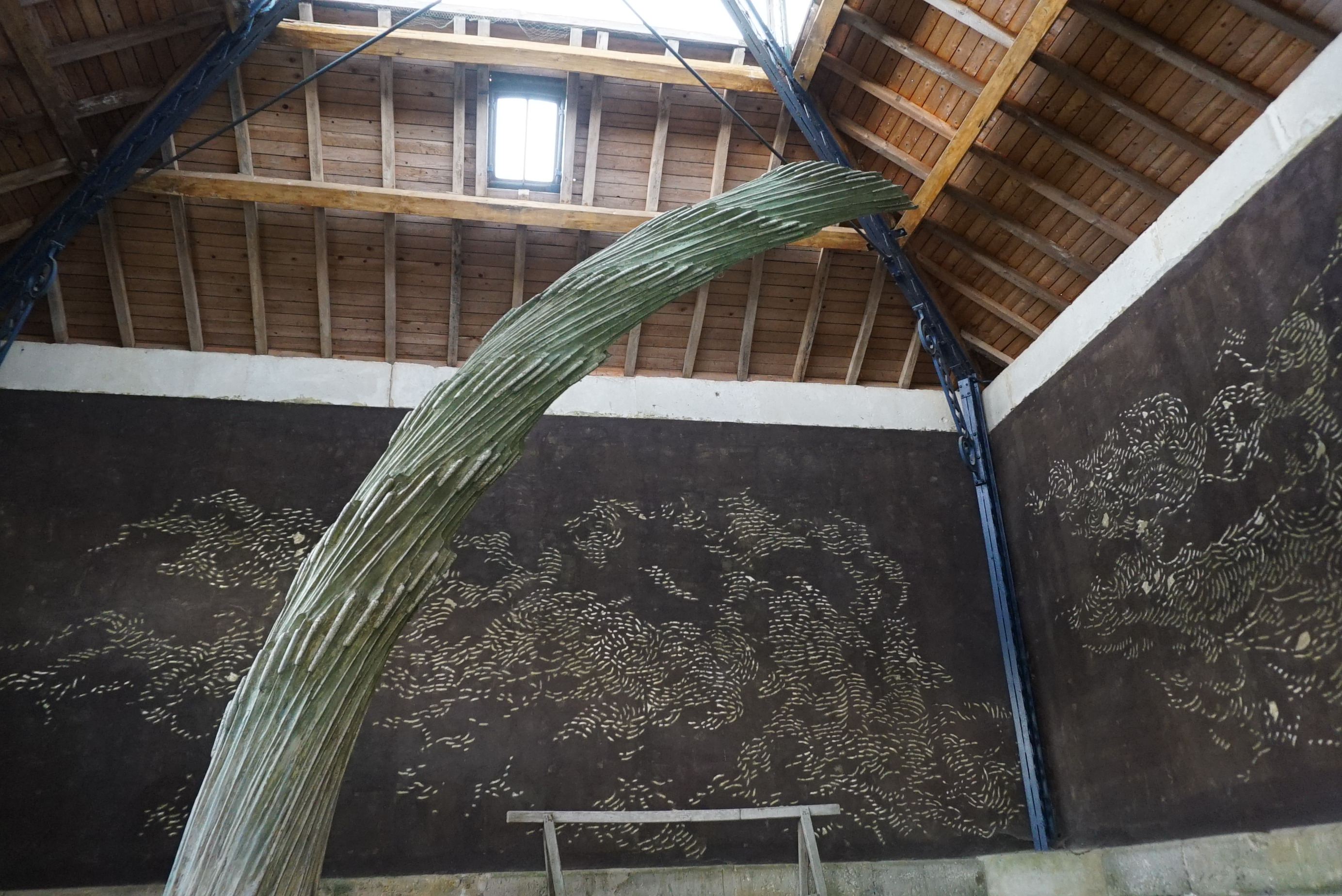
Lavoir à la fable Le Chêne et le roseau.

- École (ancienne mairie)
Construite à l'angle de la rue menant vers le hameau de Cohan (ancienne commune) et de celle en direction de l'église, elle a son entrée en pignon et non en façade. Deux dates (1918-1925) sont gravées entre la sirène à dix pavillons surmontant ce pignon et un blason à l'apparence de fronton au-dessus du cartouche dans lequel on lit « Mairie ». Un porche protège la porte dont le haut des 2 battants vitrés est décoré des initiales « RF » (République française) en fer forgé.
- Monuments aux morts de Coulonges[43] et de Cohan[44], sur lesquels sont inscrits 36 et 3 noms.
- Ancien four du château de Rognac[45].
- Les lavoirs.

### Personnalités liées à la commune
- Quentin Roosevelt (19 novembre 1897 – 14 juillet 1918) était un militaire américain qui combattit durant la Première Guerre mondiale ; fils du président des États-Unis Theodore Roosevelt (1858 - 1919) et lointain cousin du président Franklin Delano Roosevelt (1882 - 1945), Quentin servit comme aviateur dans l'US Army. Il mourut abattu au-dessus de Chamery.

### Héraldique
| Blason de Coulonges-Cohan | Blason  | D'azur aux trois fusées d'or accolées en fasce. Ornements extérieursCroix de guerre 1914-1918 |
| Blason de Coulonges-Cohan | Détails | Le statut officiel du blason reste à déterminer.                                              |

## Pour approfondir